# Omar Lares
Omar Lares es un político venezolano. Fue alcalde del municipio Campo Elías en el estado Mérida entre 2013 y 2017.

## Carrera

### Alcaldía del municipio Campo Elías
Fue electo alcalde del municipio Campo Elías en el estado Mérida en 2013 por la Mesa de la Unidad Democrática. Al hacerse efectivo el traspaso del cargo fue denunciado en la Inspectoría del trabajo por personal obrero y administrativo de la alcaldía del municipio Campo Elías por haber despedido más del 50% de los obreros de la alcaldía y parte del personal administrativo, presuntamente sin justificación alguna, alegando reestructuraciones.

### Exilio
En mayo de 2017, la Sala Constitucional del Tribunal Supremo de Justicia (TSJ) dictó una medida referente a varios municipios del país, lo que llevó a la detención de varios alcaldes opositores. El 30 de julio, Lares salió de su municipio durante un allanamiento practicado a la sede de la alcaldía y luego a su residencia, donde arrestaron a su hijo, Juan Pedro Lares Rangel, al que presuntamente amenazaron de muerte funcionarios de la Guardia Nacional Bolivariana, el Servicio Bolivariano de Inteligencia Nacional y la Policía Nacional Bolivariana hecho que había sido denunciado como método para forzar la entrega de él, su padre.
Su vivienda fue atacada por más de 200 hombres que llegaron en helicópteros con la intención de capturarlo sin orden de allanamiento o la presencia de fiscales del Ministerio Público. Omar huyó hasta el puente internacional Simón Bolívar, línea fronteriza entre el estado Táchira y la ciudad colombiana de Cúcuta, refugiándose en Colombia. En 2022 la Comisión Interamericana de Derechos Humanos remitió a la corte de dicho organismo un caso por «la violación de sus derechos políticos, así como la privación ilegal de libertad y tortura de su hijo».